# Manifiesto Humanista I
El Manifiesto Humanista I, llamado así para distinguirlo de los Manifiestos Humanistas posteriores de la serie, fue escrito en 1933 principalmente por Raymond Bragg y publicado con 34 firmantes. A diferencia de los manifiestos posteriores, este primero habla de una nueva religión y se refiere al humanismo como "la religión del futuro". Sin embargo, se debe tener cuidado de no expresar un credo o dogma. El documento describe quince afirmaciones sobre cosmología, evolución biológica y cultural, naturaleza humana, epistemología, ética, religión, autorrealización y la búsqueda de la libertad y de la justicia social. Este último, enunciado en el artículo catorce, resultó ser el más controvertido, incluso entre los humanistas, en su oposición a la "sociedad adquisitiva y motivada por el lucro" y su demanda de una comunidad mundial igualitaria basada en la cooperación mutua voluntaria. La publicación del documento fue informada por los principales medios de comunicación el 1 de mayo, simultáneamente con su publicación en la edición de mayo/junio de 1933 del New Humanist.
Siguieron dos manifiestos: Manifiesto Humanista II en 1973 y El humanismo y sus aspiraciones en 2003.

## Texto del Manifiesto Humanista I
Ha llegado el momento de un reconocimiento generalizado de los cambios radicales en las creencias religiosas en todo el mundo moderno. Ha pasado el tiempo de la mera revisión de las actitudes tradicionales. La ciencia y el cambio económico han trastocado las viejas creencias. Las religiones de todo el mundo tienen la necesidad de aceptar las nuevas condiciones creadas por un conocimiento y una experiencia enormemente incrementados. En todos los campos de la actividad humana, el movimiento vital va ahora en la dirección de un humanismo sincero y explícito. Para que se comprenda mejor el humanismo religioso, los abajo firmantes deseamos hacer ciertas afirmaciones que creemos que demuestran los hechos de nuestra vida contemporánea.
Existe un gran peligro de una identificación final, y creemos fatal, de la palabra religión con doctrinas y métodos que han perdido su significado y que son impotentes para resolver el problema de la vida humana en el siglo XX. Las religiones siempre han sido un medio para realizar los valores más elevados de la vida. Su fin se ha logrado a través de la interpretación de la situación ambiental total (teología o cosmovisión), el sentido de los valores resultantes de ella (meta o ideal), y la técnica (culto), establecida para realizar la vida satisfactoria. Un cambio en cualquiera de estos factores resulta en la alteración de las formas externas de religión. Este hecho explica el cambio de religiones a lo largo de los siglos. Pero a pesar de todos los cambios, la religión misma permanece constante en su búsqueda de valores perdurables, una característica inseparable de la vida humana.
Hoy en día, la comprensión más amplia que tiene el hombre del universo, sus logros científicos y una apreciación más profunda de la hermandad han creado una situación que requiere una nueva declaración de los medios y propósitos de la religión. Una religión tan vital, intrépida y franca, capaz de proporcionar objetivos sociales adecuados y satisfacciones personales, puede parecer a muchas personas como una ruptura total con el pasado. Si bien esta época tiene una gran deuda con las religiones tradicionales, no es menos obvio que cualquier religión que pueda aspirar a ser una fuerza sintetizadora y dinámica para hoy debe adaptarse a las necesidades de esta época. Establecer tal religión es una de las principales necesidades del presente. Es una responsabilidad que recae sobre esta generación. Por tanto, afirmamos lo siguiente:
- Primero: Los humanistas religiosos consideran el universo como autoexistente y no creado.
- Segundo: El humanismo cree que el hombre es parte de la naturaleza y que ha surgido como resultado de un proceso continuo.
- Tercero: Sosteniendo una visión orgánica de la vida, los humanistas encuentran que el dualismo tradicional de mente y cuerpo debe ser rechazado.
- Cuarto: El humanismo reconoce que la cultura religiosa y la civilización del hombre, tal como las describe claramente la antropología y la historia, son producto de un desarrollo gradual debido a su interacción con su entorno natural y con su herencia social. El individuo nacido en una cultura particular está moldeado en gran medida por esa cultura.
- Quinto: El humanismo afirma que la naturaleza del universo descrita por la ciencia moderna hace inaceptable cualquier garantía sobrenatural o cósmica de los valores humanos. Evidentemente, el humanismo no niega la posibilidad de realidades aún no descubiertas, pero insiste en que la manera de determinar la existencia y el valor de todas y cada una de las realidades es mediante la investigación inteligente y la evaluación de sus relaciones con las necesidades humanas. La religión debe formular sus esperanzas y planes a la luz del espíritu y el método científicos.
- Sexto: Estamos convencidos de que ha pasado el tiempo del teísmo, el deísmo, el modernismo y las diversas variedades del "nuevo pensamiento".
- Séptimo: La religión consiste en aquellas acciones, propósitos y experiencias que son humanamente significativas. Nada humano es ajeno a lo religioso. Incluye el trabajo, el arte, la ciencia, la filosofía, el amor, la amistad, la recreación, todo lo que en su grado expresa una vida humana inteligentemente satisfactoria. La distinción entre lo sagrado y lo secular ya no puede mantenerse.
- Octavo: El Humanismo Religioso considera la realización completa de la personalidad humana como el fin de la vida del hombre y busca su desarrollo y realización en el aquí y ahora. Ésta es la explicación de la pasión social del humanista.
- Noveno: En lugar de las viejas actitudes involucradas en el culto y la oración, el humanista encuentra sus emociones religiosas expresadas en un sentido elevado de la vida personal y en un esfuerzo cooperativo para promover el bienestar social.
- Décimo: De ello se deduce que no habrá emociones y actitudes exclusivamente religiosas del tipo asociado hasta ahora con la creencia en lo sobrenatural.
- Undécimo: El hombre aprenderá a afrontar las crisis de la vida en función de su conocimiento de su naturalidad y probabilidad. Las actitudes razonables y masculinas serán fomentadas por la educación y respaldadas por la costumbre. Asumimos que el humanismo tomará el camino de la higiene social y mental y desalentará las esperanzas sentimentales e irreales y las ilusiones.
- Duodécimo: Creyendo que la religión debe trabajar cada vez más para la alegría de vivir, los humanistas religiosos tienen como objetivo fomentar la creatividad en el hombre y fomentar los logros que se suman a las satisfacciones de la vida.
- Décimotercero: El humanismo religioso sostiene que todas las asociaciones e instituciones existen para la realización de la vida humana. La evaluación, transformación, control y dirección inteligentes de tales asociaciones e instituciones con miras a la mejora de la vida humana es el propósito y el programa del humanismo. Ciertamente, las instituciones religiosas, sus formas rituales, los métodos eclesiásticos y las actividades comunitarias deben reconstituirse tan rápidamente como lo permita la experiencia, para que funcionen eficazmente en el mundo moderno.
- Décimocuarto: Los humanistas están firmemente convencidos de que la sociedad adquisitiva y motivada por las ganancias ha demostrado ser inadecuada y que debe instituirse un cambio radical en los métodos, controles y motivos. Debe establecerse un orden económico socializado y cooperativo con el fin de que sea posible la distribución equitativa de los medios de vida. El objetivo del humanismo es una sociedad libre y universal en la que las personas cooperen voluntaria e inteligentemente por el bien común. Los humanistas exigen una vida compartida en un mundo compartido.
- Décimoquinto: Afirmamos que el humanismo afirmará la vida en lugar de negarla, tratará de obtener las posibilidades de la vida y no huir de ellas, y se esforzará por establecer las condiciones de una vida satisfactoria para todos, no solo para unos pocos. Por esta moral e intención positivas se guiará el humanismo, y desde esta perspectiva y alineación fluirán las técnicas y esfuerzos del humanismo.

Así son las tesis del humanismo religioso. Aunque consideramos que las formas e ideas religiosas de nuestros padres ya no son adecuadas, la búsqueda de la buena vida sigue siendo la tarea central de la humanidad. El hombre finalmente se está dando cuenta de que solo él es responsable de la realización del mundo de sus sueños, que tiene en sí mismo el poder para lograrlo. Debe poner inteligencia y voluntad en la tarea.

## Lista de firmantes
De las 65 personas a las que se les pidió que firmaran, 34 aceptaron. Aproximadamente la mitad (15) eran unitarios. Los 34 firmantes fueron:
- JAC Fagginger Auer (Profesor Parkman de Historia y Teología de la Iglesia, Universidad de Harvard; Profesor de historia de la Iglesia, Tufts College).
- E. Burdette Backus (ministro, Primera Iglesia Unitaria de Los Ángeles)
- Harry Elmer Barnes (departamento editorial general, Scripps-Howard Newspapers).
- LM Birkhead (el Centro Liberal, Kansas City, Misuri).
- Raymond B. Bragg (secretario, Conferencia Unitaria Occidental).
- Edwin Arthur Burtt (profesor de filosofía, Sage School of Philosophy, Cornell University).
- Ernest Caldecott (ministro, Primera Iglesia Unitaria de Los Ángeles, California).
- AJ Carlson (profesor de fisiología, Universidad de Chicago).
- John Dewey (Universidad de Columbia).
- Albert C. Dieffenbach (ex editor del Christian Register).
- John H. Dietrich (ministro, Primera Sociedad Unitaria , Minneapolis).
- Bernard Fantus (profesor de terapéutica, Facultad de Medicina, Universidad de Illinois).
- William Floyd (editor del Árbitro, Ciudad de Nueva York).
- FH Hankins (profesor de economía y sociología, Smith College).
- A. Eustace Haydon (profesor de historia de las religiones, Universidad de Chicago).
- Llewellyn Jones (crítico literario y autor).
- Robert Morss Lovett (editor, The New Republic; profesor de inglés, Universidad de Chicago).
- Harold P. Marley (ministro, Fellowship of Liberal Religion, Ann Arbor, Míchigan).
- R. Lester Mondale (ministro, Iglesia Unitaria, Evanston, Illinois).
- Charles Francis Potter (líder y fundador de la Primera Sociedad Humanista de Nueva York, Inc.)
- John Herman Randall Jr. (departamento de filosofía, Universidad de Columbia).
- Curtis W. Reese (decano, Abraham Lincoln Center, Chicago).
- Oliver L. Reiser (profesor asociado de filosofía, Universidad de Pittsburgh).
- Roy Wood Sellars (profesor de filosofía, Universidad de Míchigan).
- Clinton Lee Scott (ministro, Iglesia Universalista, Peoria, Illinois).
- Maynard Shipley (presidente de la Science League of America).
- W. Frank Swift (director, Sociedad Ética de Boston).
- VT Thayer (director educativo, Escuelas de Cultura Ética).
- Eldred C. Vanderlaan (líder de Free Fellowship, Berkeley, California).
- Joseph Walker (abogado, Boston, Massachusetts).
- Jacob J. Weinstein (rabino; asesor de estudiantes judíos, Universidad de Columbia).
- Frank SC Wicks (Iglesia Unitaria All Souls, Indianápolis).
- David Rhys Williams (ministro, Iglesia Unitaria, Rochester, Nueva York).
- Edwin H. Wilson (editor gerente, New Humanist, Chicago, Illinois; ministro, Third Unitarian Church, Chicago, Illinois).

Una firma número 35, de Alson Robinson, llegó demasiado tarde para que se publicara junto con las otras 34.